# 小行星5298
小行星5298（英語：5298 Paraskevopoulos）是一颗围绕太阳公转的小行星。1966年8月7日，Boyden Observatory在布隆方丹发现了此天体。
这颗小行星的绝对星等为299.03183等。